# Al Maktoum International Airport
Dubai World Central - Al Maktoum International Airport (IATA: DWC, ICAO: OMDW) är en internationell flygplats som ligger i distriktet Jebel Ali cirka 45 kilometer sydväst om Dubai centrum. Det är den andra flygplatsen i Dubai efter Dubai International Airport (DXB) som är den största flygplatsen i UAE och bland de tio största i världen räknat efter antalet passagerare.
Al Maktoum International Airport öppnades 2010 och används idag i första hand för flygfrakt. Flygplatsen öppnade för passagerarflyg 2013 och tar hand om vissa  internationella flygbolag. Regionens största flygbolag Emirates (både passagerar- och frakttrafik) kommer att vara kvar på Dubai International Airport (DXB). 
DWC beräknas i framtiden ha en årlig fraktcapacitet på 12 miljoner ton, tre gånger större än Memphis International Airport, idag världens största flygplats för frakt, samt en passagerarkapacitet på mer är 160 miljoner vilket är 50% större än Hartsfield–Jackson Atlanta International Airport som idag är världens största flygplats räknat till antalet passagerare.